# Helga Lehner
Helga Anna Lehner (* 5. Januar 1944) ist eine deutsche Schauspielerin und Synchronsprecherin.

## Leben
Lehner wurde am Mozarteum in Salzburg zur Schauspielerin ausgebildet. In den 1960er Jahren in etlichen Filmen zu sehen, u. a. in Wenn man baden geht auf Teneriffa (1964), Karriere (1966) oder Geschlossener Raum (1983). Später konzentrierte sie sich auf Werbung, Theater und Auftritte im Fernsehen.
Daneben arbeitete sie als Radiomoderatorin bei RIAS Berlin und ist die Stimme der Berliner Verkehrsbetriebe in Autobussen. Im Rahmen ihrer Tätigkeit als Synchronsprecherin sprach sie u. a. Joan Bakewell in Iris (2001) sowie Mary-Louise Wilson in Die Teufelin (1989).
Aus ihrer ersten Ehe mit dem Schauspieler Christian Wolff stammte der 1967 geborene Sohn Sascha († 2020). 1972 heiratete Lehner den Schauspieler Sky du Mont und in dritter Ehe den Weinexperten Hardy Rodenstock.

## Filmografie

### Schauspielerin
- 1963: Das Kriminalmuseum (Fernsehserie, Folge: Die Fotokopie)
- 1963: Die fünfte Kolonne (Fernsehserie, Folge: Das gelbe Paket)
- 1963: Das Haus in Montevideo
- 1964: Volles Herz und leere Taschen (…e la donna creò l'uomo)
- 1964: Wenn man baden geht auf Teneriffa
- 1964: Die Lady
- 1965: In Beirut sind die Nächte lang (24 hours to kill)
- 1965: Der Spion, der in die Hölle ging (Corrida pour un espion)
- 1965: Scharfe Küsse für Mike Forster (City of Fear)
- 1966: Karriere (A belles dents)
- 1969: Das Go-Go-Girl vom Blow-Up
- 1969: Musik zum Träumen – Eine romantische Begegnung (Fernsehkurzfilm)
- 1970: Die Journalistin (Fernsehserie, Folge 01x02: Der erste Sonntag im August)
- 1971: Der Kommissar (Fernsehserie, Folge 03x04: Die Anhalterin)
- 1971: Glückspilze (Fernsehfilm für die Glücksspirale)
- 1978: Sechs Millionen (Fernsehsechsteiler)
- 1978: Denkste!? (Fernsehserie, Servus Opa, sagte ich leise...)
- 1979: Hungerjahre – in einem reichen Land
- 1980: So geht’s auch: Klein und Groß (laut DRA)
- 1980: Drei Damen vom Grill (Fernsehserie, Der Musterpatient)
- 1980: Direktion City (Fernsehserie, Aufs falsche Pferd gesetzt)
- 1981: Ehen vor Gericht: In Sachen Reisch gegen Reisch (laut DRA)
- 1981: Der Gerichtsvollzieher (Fernsehserie, Folge 5: Gegen den Wind kann man nicht Klavier spielen)
- 1982: Direktion City (Fernsehserie, In den Sand gesetzt)
- 1982: Elisabeth von England (Fernsehfilm)
- 1983: Geschlossener Raum
- 1984: Verkehrsgericht (Fernsehserie, Christine C. verließ den Unfallort)
- 1984: Denkste!? (Fernsehserie, Der Schrei des Shi-Kai)
- 1985: Polizeiinspektion 1 (Fernsehserie, Folge 07x06: Geldsorgen)
- 1986: Detektivbüro Roth (Fernsehserie, Folge 01x19: Babysitter)
- 1986–1987: Aktenzeichen XY (Fernsehserie, drei Folgen)
- 1987: Wann, wenn nicht jetzt
- 1990: Fremde Leben
- 1992: Eine Frau in den allerbesten Jahren (Fernsehserie, Meeresbrise)
- 1996: Im Namen des Gesetzes (Fernsehserie, Auf und davon)
- 1996: Alarmcode 112 (Fernsehserie, Vier wie Blitz und Donner)
- 1996: Charleston (Kurzfilm)
- 1996: Monkey Business (Kurzfilm, Stimme)
- 1997: Sophie – Schlauer als die Polizei (Fernsehserie, Ein Grab an der Donau)
- 1997: Amor fati (Dokumentarfilm, Sprecherin)
- 2000: Streit um Drei (Fernsehserie, Folge 228)
- 2002: Für alle Fälle Stefanie (Fernsehserie, Unschuldig schuldig)

### Synchronsprecherin
- 1941: Für Nell Craig in Dr. Kildare: Der Hochzeitstag als Nosey (Synchro 1991)
- 1963: Für Jackie Loughery in Bonanza als Rita (Fernsehserie)
- 1977: Für Julie Adams in Quincy als Mrs. Daniels (Fernsehserie)
- 1978: Für Wisa D’Orso in Hawaii Fünf-Null als Eleanor (Fernsehserie)
- 1980: Für Jane Alexander in Das Mädchenorchester von Auschwitz als Alma Roue
- 1997: Für Waltrudis Buck in Harry außer sich als Dekan der Adair-Universität
- 2001: Für Joan Bakewell in Iris als Moderatorin
- 2007: Für Miriam Flynn in Desperate Housewives als Dr. Berman (Fernsehserie)
- 2013: Für Stephanie Faracy in Mary und Martha als Ausschussbeauftragte

## Hörspiele (Auswahl)
- 1968: Lance Sieveking: Das purpurne Juwel  – Regie: Ferry Bauer (Hörspiel – ORF Oberösterreich)
- 1974: Bernd Grashoff: Besichtigung eines Ausweichziels – Regie: Ferry Bauer (Original-Hörspiel – ORF Oberösterreich)
- 1976: Edward Boyd: Wer fürchtet sich vorm schwarzen Mann? (6 Teile) – Regie: Ferry Bauer (Originalhörspiel, Kriminalhörspiel – ORF Oberösterreich)
- Benjamin Blümchen: Benjamin auf dem Bauernhof (27) (Bäuerin Rosi)
- Abendkurs (Barbara) BR/DRS/ORF-S (Neuproduktion)
- Professor van Dusen: Die Perlen der Kali (6) (Mrs. Doberman)[5]
- Professor van Dusen: Prof. van Dusen auf Hannibals Spuren, Teil 1+2 (75+76) (Mademoiselle Renard)
- Professor van Dusen: Die Mauer muss weg! (78) (An- und Absage)
- Professor van Dusen: Van Dusens größter Fall (79) (Krankenschwester)
- Wendy: Der Gnadenhof (29) (Frau Winter)
- Wendy: Die Wiener Hofreitschule (31) (Camilla Weinberger)
- Mann im Kleid (Deutschlandradio Kultur)
- Stieg Larsson – Verblendung (WDR-Hörspiel in drei Teilen) (Mildred Berggren)
- Die kleinen Detektive: Der Banküberfall (6) (Dora König)